# Breathing Out Fire
Breathing Out Fire – album koncertowy Elvisa Presleya stanowiący zapis koncertu z 6 października 1974 roku w Dayton (godzina 20:30). Elvis miał na sobie Chinese Dragon suit.

## Lista utworów
1. "2001 Theme"
2. "See See Rider"
3. "I Got a Woman – Amen"
4. "Love Me"
5. "If You Love Me "
6. "Fever"
7. "Big Boss Man"
8. "Love Me Tender"
9. "Hound Dog"
10. "The Wonder of You"
11. "Blue Suede Shoes"
12. "Introductions #1"
13. "Lawdy, Miss Clawdy (Glen D Hardin)"
14. "Introductions #2"
15. "All Shook Up"
16. "Teddy Bear – Don’t Be Cruel"
17. "Heartbreak Hotel"
18. "Why Me Lord + reprise"
19. "That’s All Right"
20. "Blue Christmas"
21. "Let Me Be There + reprise"
22. "Hawaiian Wedding Song+ reprise"
23. "Johnny B. Goode"
24. "Can’t Help Falling in Love"
25. "Closing Vamp"